# A Warmer Shade of Wess
A Warmer Shade of Wess è il secondo album del gruppo musicale statunitense Wess & The Airedales, pubblicato dalla Durium (catalogo ms A 77223) nel 1969.

## Il disco
L'album, prodotto da Don Costa e dallo stesso Wess, contiene brani pubblicati come singoli – tra cui, b-side di Just Tell Me e Amore mio – e non solo, ma anche cover di brani come What's a Matter Baby (che in italiano diventa Tu piangi sul mio cuore), Who's Making Love di Johnnie Taylor, Bada bambina (originariamente presentata al XIX Festival di Sanremo, in doppia esecuzione da Little Tony e Mario Zelinotti, e 12ª classificata) e Try a Little Tenderness della Jack Payne Band.

## Tracce
Lato A
1. Ti ho inventata io (VIII Cantagiro) – 3:30 (testo: Giuseppe Cassia – musica: Marcello Marrocchi)
2. Who's Making Love – 2:55 (Banks-Chutcher-Davis-Jackson)
3. Tu piangi sul mio cuore (What's a Matter Baby) – 3:12 (Mogol-Giacotto, Otis-Byers)
4. Crazy (dal film Vedo nudo) – 3:48 (testo: Fowlkes-Pes – musica: Armando Trovajoli)
5. Voltami le spalle – 2:34 (testo: Danilo Alberto Ciotti – musica: Mario e Giosy Capuano)
6. Why Don't You Try Me – 2:40 (Billy Young)

Durata totale: 18:39
Lato B
1. Tum tum tum – 3:35 (testo: Maurizio Attanasio – musica: Herbert Pagani)
2. Heart Breaker – 3:20 (Fowlkes-King-Johnson)
3. Bada bambina (XIX Festival di Sanremo) – 3:05 (testo: Franco Migliacci – musica: Bruno Zambrini)
4. Don't Go – 3:48 (Fowlkes-King-Johnson)
5. Try a Little Tenderness – 4:00 (testo: Campbell-Connelly – musica: Harry M. Woods)

Durata totale: 17:48